# Reginald Punnett
Reginald Crundall Punnett (Tonbridge, 20 juni 1875 - Bilbrook, Somerset, 3 januari 1967) was een Engels geneticus die samen met William Bateson in 1910 het wetenschappelijke tijdschrift Journal of Genetics oprichtte. Punnetts naam wordt waarschijnlijk het meest herdacht als schepper van het vierkant van Punnett, een hulpmiddel dat biologen nog steeds gebruiken om de kans op mogelijke genotypen bij nageslacht te voorspellen. Zijn boek Mendelism (1905) was waarschijnlijk het eerste boek over genetica in de categorie populaire wetenschap.

## Mendel
Toen Punnett een 'undergraduate' (vergelijkbaar met HBO) was op de Universiteit van Cambridge was Gregor Mendels werk over erfelijkheid nog niet noemenswaardig doorgedrongen tot de wetenschappelijke wereld. In 1900 herontdekten Carl Correns, Erich Tschermak von Seysenegg en Hugo de Vries echter Mendels werk. Bateson werd een voorstander van de Wetten van Mendel en vertaalde ze in het Engels. Samen met Bateson zette Punnett de nieuwe wetenschap van de genetica op in Cambridge. Door experimenten met kippen en erwtenplanten ontdekten ze samen de genetische verbinding.

## Academisch leven
Punnett werd in 1910 hoogleraar biologie aan de Universiteit van Cambridge en volgde twee jaar later Bateson op als Arthur Balfour hoogleraar genetica. In hetzelfde jaar werd Punnett verkozen tot Fellow of the Royal Society. In 1922 kreeg hij de Darwin Medal uitgereikt. In 1940 ging Punnett met emeritaat.
1. ↑  Who's Who; Who's Who UK-identificatiecode: U58034.
2. ↑  https://docs.google.com/spreadsheets/d/1dsunM9ukGLgaW3HdG9cvJ_QKd7pWjGI0qi_fCb1ROD4/pubhtml?gid=216486814&single=true.